# Conflicte de Bizerta
El conflicte de Bizerta va ser provocat pel desig francès de mantenir la base naval de Bizerta després de la independència de Tunísia el 1956. Tunísia estava donant suport als independentistes algerians i les relacions amb França s'havien deteriorat.
El 27 de febrer de 1961 el president Habib Burguiba es va entrevistar amb el president francès Charles de Gaulle, i va semblar que hi havia un acord. El 6 de juliol els nacionalistes algerians i els francesos van trencar les negociacions que mantenien, el que va enfurismar a Burguiba que volia com fos un acord de pau, ja que l'ajut al FNL era molt pesat per l'economia del país.
Burguiba va demanar llavors als francesos la retirada de Bizerta i la delimitació de fronteres al sud del país (ja que Tunísia feia frontera amb Algèria que era francesa) especialment prop dels pous petroliers d'Edjelé, d'on sortia l'oleoducte que passava el petroli algerià per Tunísia.
El 17 de juliol el president va formalitzar les seves peticions davant l'assemblea nacional i va anunciar el bloqueig de la base francesa; també va demanar voluntaris per protestar per la presència francesa a la ciutat; es van aixecar barricades que van aïllar les instal·lacions franceses i el 20 de juliol es van fer els primers trets amb l'atac d'avions tunisians contra avions francesos que portaven reforços de paracaigudistes a la base. Durant els següents tres dies es va lluitar amb tota mena d'armes (artilleria, tancs i avions) i els francesos van obtenir una fàcil victòria i van ocupar tota la ciutat de Bizerta i d'altres ciutats de la rodalia. Els tunisians van perdre més de mil homes i França només 20.
Tunísia va demanar una reunió urgent del Consell de Seguretat que es va reunir el 21 i 22 de juliol; tots els països van demanar la retirada francesa menys el Regne Unit, Estats Units i la mateixa França que van demanar negociacions i un alto el foc, resolució que fou aprovada el dia 22 de juliol, però amb l'abstenció de França que s'oposava a la retirada dels territoris ocupats. Des del dia 22 es va deixar de lluitar. El 21 d'agost el problema fou portat a l'assemblea general.
Burguiba havia ordenat a l'exèrcit entrar pel sud i des de Fort Saint ocupar una petita zona entre el fort i la regió de Gharat al-Hamal, zona que era considerada pròpia pels tunisians d'acord amb el tractat de 1910 entre França i l'Imperi Otomà amb participació del govern del bey de Tunís. Burguiba com a prova de bona voluntat (i per manca de suport dels independentistes algerians en la reclamació), va ordenar la retirada dels seus soldats de la zona.
El 25 d'agost l'assemblea general va votar per 66 vots a favor, 33 abstencions i cap en contra la retirada de França, que va rebutjar el resultat. El 9 de setembre el president tunisià va fer una proposta: França podria mantenir la base només fins que s'acabés el setge de Berlín. De Gaulle ja havia comentat que la retirada final era inevitable però que de moment no era estratègicament adequada. El 16 de setembre es va produir un intercanvi de presoners i el 18 de setembre els francesos es van retirar a les seves posicions anteriors al conflicte. El 28 de setembre es va signar l'acord que va posar fi formal a les hostilitats.
L'any següent, el 20 de juliol, el primer ministre Bahi Ladgham, va visitar França i a l'agost la situació diplomàtica entre França i Tunísia va quedar normalitzada. En aquest moment ja França s'havia compromès a l'abandonament de Bizerta però sense concretar la data, però el govern tunisià va anunciar que seria abans del final del 1963.
Finalment els francesos van evacuar la base el 10 d'octubre de 1963.